# Coralie (Balzac)
Coralie (1804-1822) é uma personagem da Comédia Humana de Honoré de Balzac.
Sua principal aparição se dá em Illusions perdues, em que ela morre em condições miseráveis depois de tentar em vão reerguer seu amente Lucien de Rubempré. Vendida por sua mãe à Henri de Marsay com quinze anos de idade, é, junto com Esther van Gobseck, uma das mais célebres prostitutas da Comédia.

## Coralie naComédia Humana
Em Illusions perdues, ela é comediante e amante de Camusot antes de se tornar a de Lucien. Ricamente mantida por Camusot, ela tem esperanças de que sua fama no teatro (mantida por jornalistas amigos de Lucien) e o sucesso de seu amante na literatura permitam-lhe acabar com sua vida de prostituição.
Mas ela não conta com o rancor de Camusot, que a faz perder um papel magnífico escrito por Camille Maupin. Coralie e Lucien caem na mais profunda miséria, tendo todo seu mobiliário vendido. Para pagar o enterro de sua amante, Lucien é obrigado a compor canções para beber a pedido do livreiro Barbet.
Coralie não aparece em outros romances da Comédia, mas sua memória é às vezes evocada. Balzac, que tinha por método esclarecer personagens posteriormente através de alusões feitas em outras narrativas, fala dela em La Muse du département, em que Joseph Bridau, jovem pintor, fica espatando com sua beleza.
Ela também é mencionada em:
- La Rabouilleuse;
- Splendeurs et misères des courtisanes;
- Un début dans la vie.